# Angelo Boffa
Angelo Boffa (* 17. Dezember 1976 in Wetzikon, Zürich) ist ein in der Schweiz ansässiger Schauspieler und Filmproduzent mit italienischer Abstammung.

## Leben
Angelo Boffa wuchs in Wetzikon im Kanton Zürich auf. Nach einer kaufmännischen Lehre bei der SBG (heute UBS) entschied er sich, seine schulische Laufbahn an der Kantonalen Maturitätsschule für Erwachsene (KME) fortzusetzen, um die Matura nachzuholen und ein Studium zu beginnen. Schliesslich schloss er das Grundstudium in Soziologie an der Universität Zürich ab.

## Unternehmer
Angelo Boffa gründete 2010 das Immobilienunternehmen BA Real Estate AG, bei dem er bis heute Hauptaktionär ist. Ebenfalls 2010 gründete Boffa das Unternehmen Bovista Wohnen AG, das er jedoch 2021 verliess, um seine Ressourcen verstärkt auf seine neue Karriere als Schauspieler und Filmproduzent zu konzentrieren. Ein weiteres Unternehmen, die Turimo AG, gründete er 2011 und verkaufte es 2015. Zudem fungiert er aktuell als Berater der Aramis Real Estate AG. Im Jahr 2021 war er als Mitbegründer massgeblich an der Gründung der Indie Star Productions GmbH beteiligt, die heute als Carm-One Productions in Zürich bekannt ist.

## Schauspieler und Filmproduzent
Angelo Boffa produzierte im Frühjahr 2024 den Science-Fiction-Film «South of Hope Street», in dem er ebenso unter der Regie von Jane Spencer die Rolle des Prof. Eduardo Mele verkörperte. Der Film wurde in das Programm von Amazon Prime USA und Kanada aufgenommen.
Boffa hat auch den Film „Diary of a Woman“ mitproduziert. Der Film wurde von Swiss Films in die Selektion aufgenommen und bei den Filmfestspielen von Cannes 2024 in der Kategorie „Coming Soon“ vorgestellt.
Derzeit arbeitet er als Schauspieler und Produzent am Film «El Lucido». Zudem wird er in Jane Spencers neuen Filmen «The Red Weather» in der Rolle des Marcello sowie im Film «The Velvet Gentleman» als René Clair zu sehen sein.

## Filmografie
Schauspieler 
- 2024: South of Hope Street

 Filmproduzent 
- 2024: South of Hope Street
- 2024: Diary of a Woman

## Auszeichnungen
- 2024: Terra di Siena Film Festival – Best Emerging Actor und Best International Actor (South of Hope Street)[16]